# Помос'ял
Помос'я́л (рос. Помосъял, марій. Памашъял) — присілок у складі Параньгинського району Марій Ел, Росія. Входить до складу Єлеєвського сільського поселення.

## Населення
Населення — 302 особи (2010; 316 у 2002).
Національний склад (станом на 2002 рік):
- марі — 100 %